# Logistikvertrag
Als Logistikvertrag wird ein zivilrechtlicher typengemischter Vertrag aus dem Handelsrecht/Transportrecht (im weiteren Sinne) verstanden, der mehrere unterschiedliche Leistungen umfasst.

## Begriff der Logistik im rechtlichen Sinne
Nach Thomas Wieske (und diesem folgend Hartenstein/Reuschle) wird unter Logistik verstanden: Logistik ist die Planung, Organisation, Kontrolle und Durchführung eines Güterflusses von der Entwicklung bis zur Distribution beim Kunden, mit dem Ziel der Befriedigung der Anforderungen des Marktes bei minimalen Kosten. Zur Logistik werden alle Tätigkeiten gezählt, durch die räumlich-zeitliche Gütertransformationen und die damit zusammenhängenden Transformationen hinsichtlich Gütermengen und -sorten, Güterhandhabungseigenschaften geplant, gesteuert, realisiert und kontrolliert werden. Logistikdienstleistungen umfassen danach neben dem Transport auch Lagerhaltung und unmittelbar damit zusammenhängende Leistungen wie Verpackung, Auftragsabwicklung usw.

## Rechtliche Regelungen
Der Logistikvertrag ist bisher im deutschen Recht nicht gesondert geregelt.
Der Logistikvertrag kann Elemente des Lagervertrages (§§ 467 ff. HGB), des Mietvertrages (§§ 535 ff. BGB), des Frachtvertrages (§§ 407 ff. HGB), des Dienstvertrages (§§ 611 ff. BGB) und des Werkvertrages (§§ 631 ff. BGB) u. a. beinhalten.
Oder anders gesagt: Logistik kombiniert Leistungen aus unterschiedlichen Vertragstypen (Geschäftsbesorgungsvertrag, z. B. Spedition, Verzollung), Werkvertrag (z. B. Transport, Produktion), Dienstvertrag (z. B. Regalpflege).
So wird beispielsweise ein Unternehmen beauftragt, Güter in das Lager aufzunehmen (Lagervertrag), dort dann umzupacken (entweder Dienst- oder Werkvertrag je nach konkreter Ausgestaltung), neu zu kommissionieren (Dienst- oder Werkvertrag), je nach Gut in ein Zwischenlager zu transportieren (Frachtvertrag) und dort dann wieder an den Einlagernden, bzw. dessen Beauftragte herauszugeben (Lagervertrag).

## Vertragsgestaltung
Die Vertragsgestaltung und Abgrenzung zu den einzelnen Leistungen (insbesondere auch im Bereich der Haftung) ist nicht einfach, da je nach Einzelfall unterschiedliche Vertragstypen zu unterschiedlichen Anteilen und gegebenenfalls auch unterschiedlichen Zeitschienen zu beachten sind. Dies wirkt sich insbesondere im Bereich der Haftung aus, wo unterschiedliche Haftungssysteme (Gefährdungshaftung / Haftung für vermutetes Verschulden / Verschuldenshaftung), unterschiedliche Haftungsgegenstände (Haftung nur für das beschädigte oder verloren gegangene Gut, Haftung für geschädigte Personen, Verspätungshaftung, Haftung für Folgeschäden) und unterschiedliche Haftungssummen (unlimitierte Haftung / Haftungshöchstsummen / Haftungskorridore) zusammentreffen können.
Für die Praxis wurden deshalb 2006 vom Institut für Logistikrecht und Riskmanagement der Hochschule Bremerhaven (LRM) und dem Deutschen Spediteur- und Logistikverband e.V.(DSLV) sog. Logistik-AGB als Empfehlung entwickelt, die sich aber bisher nicht allgemein durchgesetzt haben. Die IHK Stuttgart verweist auf ihrer Internetseite (Stand: Nov. 2009) darauf, dass sich die ADSp-Trägerverbände nicht auf eine gemeinsame Empfehlung für diese oder andere Logistik-AGB verständigen konnten, so dass auch von Seiten der IHK-Organisation keine Empfehlung für die DSLV-Logistik-AGB ausgesprochen werden könne; jedoch sieht die IHK Stuttgart in den Logistik-AGB eine gute Checkliste für die konkrete Vertragsgestaltung. Die Logistik-AGB wurden 2019 aktualisiert.